# サンダーボックス
『サンダーボックス』（Thunderbox）は、イギリスのロック・バンド、ハンブル・パイが1974年に発表した7作目のスタジオ・アルバム。

## 背景
12曲中7曲がソウルまたはブルースミュージシャンからのカヴァー曲という構成であるが、オリジナル曲もソウル指向の楽曲のためアルバム全体の統一感は保たれている。
アン・ピーブルスのカヴァーが2曲あり、「アイ・キャント・スタンド・ザ・レイン」では、メル・コリンズが多重録音によるブラス・セクションを提供した。
本作のタイトルは、17世紀に使われたスラングでトイレを意味する。ジャケットのデザイン及び写真撮影はヒプノシス。オリジナルLPのジャケットは鍵穴の形に実際にくり抜かれ、その穴から内袋に印刷されたトイレに座る女性の写真を覗ける仕様となっていた。

## 反響
アメリカのBillboard 200では、1974年4月13日付のチャートにおいて最高52位を記録し、バンドにとって5作目の全米トップ100アルバム（ライヴ・アルバムやコンピレーション・アルバムも含む）となった。一方、母国イギリスでは全英アルバムチャート入りを逃す結果となった。

## 収録曲
1. サンダーボックス - Thunderbox (Steve Marriott, Clem Clempson) – 5:19
2. グルーヴィン・ウィズ・ジーザス - Groovin' with Jesus (Gene Barge, Bennie Swartz) – 2:18 *The Violinairesのカヴァー
3. アイ・キャント・スタンド・ザ・レイン - I Can't Stand the Rain (Ann Peebles, Don Bryant, Bernard Miller) – 4:19 *Ann Peeblesのカヴァー
4. アンナ - Anna (Go to Him) (Arthur Alexander) – 3:45 *Arthur Alexanderのカヴァー
5. ノー・ウェイ - No Way (S. Marriott, Greg Ridley) – 2:48
6. ラリー・ウィズ・アリ - Rally with Ali (S. Marriott, C. Clempson, G. Ridley, Jerry Shirley) – 2:51
7. ドント・ウォーリー、ビー・ハッピー - Don't Worry, Be Happy (S. Marriott, C. Clempson, G. Ridley, J. Shirley) – 2:59
8. ナインティー・ナイン・パウンズ - Ninety-Nine Pounds (D. Bryant) – 2:47 *Ann Peeblesのカヴァー
9. エヴリー・シングル・デイ - Every Single Day (C. Clempson) – 3:50
10. ノー・マネー・ダウン - No Money Down (Chuck Berry) – 4:25 *チャック・ベリーのカヴァー
11. ドリフト・アウェイ - Drift Away (Mentor Williams) – 3:56 *Dobie Grayのカヴァー
12. オー・ラ・ディ・ダ - Oh La-De-Da (Phillip Mitchell) – 4:34 *The Staple Singersのカヴァー

## 参加ミュージシャン
- スティーヴ・マリオット - ボーカル、ギター、ハーモニカ、キーボード
- クレム・クレムソン - ギター
- グレッグ・リドリー - ベース、ボーカル
- ジェリー・シャーリー - ドラムス、ボーカル

アディショナル・ミュージシャン
- メル・コリンズ - ブラス・セクション
- ブラックベリーズ（ヴェネッタ・フィールズ（英語版）、ビリー・バーナム、カーリーナ・ウィリアムズ） - バッキング・ボーカル